# Virginia Slims of San Francisco 1974
Virginia Slims of San Francisco 1974, — жіночий тенісний турнір, що проходив на кортах з килимовим покриттям Civic Auditorium у Сан-Франциско (США). Відбувся вчетверте в рамках Virginia Slims Circuit і тривав з 14 січня до 19 січня 1974 року. Друга сіяна Біллі Джин Кінг здобула титул в одиночному розряді, свій третій на цих змаганнях після 1971 і 1972 років, й отримала за це 10 тис. доларів США.

## Фінальна частина

### Одиночний розряд
Біллі Джин Кінг —  Кріс Еверт 7–6(5–2), 6–2

### Парний розряд
Кріс Еверт /  Біллі Джин Кінг —  Франсуаза Дюрр /  Бетті Стов 6–4, 6–2

## Розподіл призових грошей
| Дисципліна       | П       | F      | 3-тє   | 4-те   | ЧФ     | 1/8  | 1/16 |
| Одиночний розряд | $10,000 | $5,600 | $3,000 | $2,600 | $1,400 | $700 | $350 |